# Gunung Aluekala
Gunung Aluekala är ett berg i Indonesien.   Det ligger i provinsen Aceh, i den västra delen av landet, 1 700 km nordväst om huvudstaden Jakarta. Toppen på Gunung Aluekala är 1 130 meter över havet.
Terrängen runt Gunung Aluekala är lite bergig. Runt Gunung Aluekala är det mycket glesbefolkat, med 2 invånare per kvadratkilometer. I omgivningarna runt Gunung Aluekala växer i huvudsak städsegrön lövskog.